# خط الطول الأول (غرينتش)

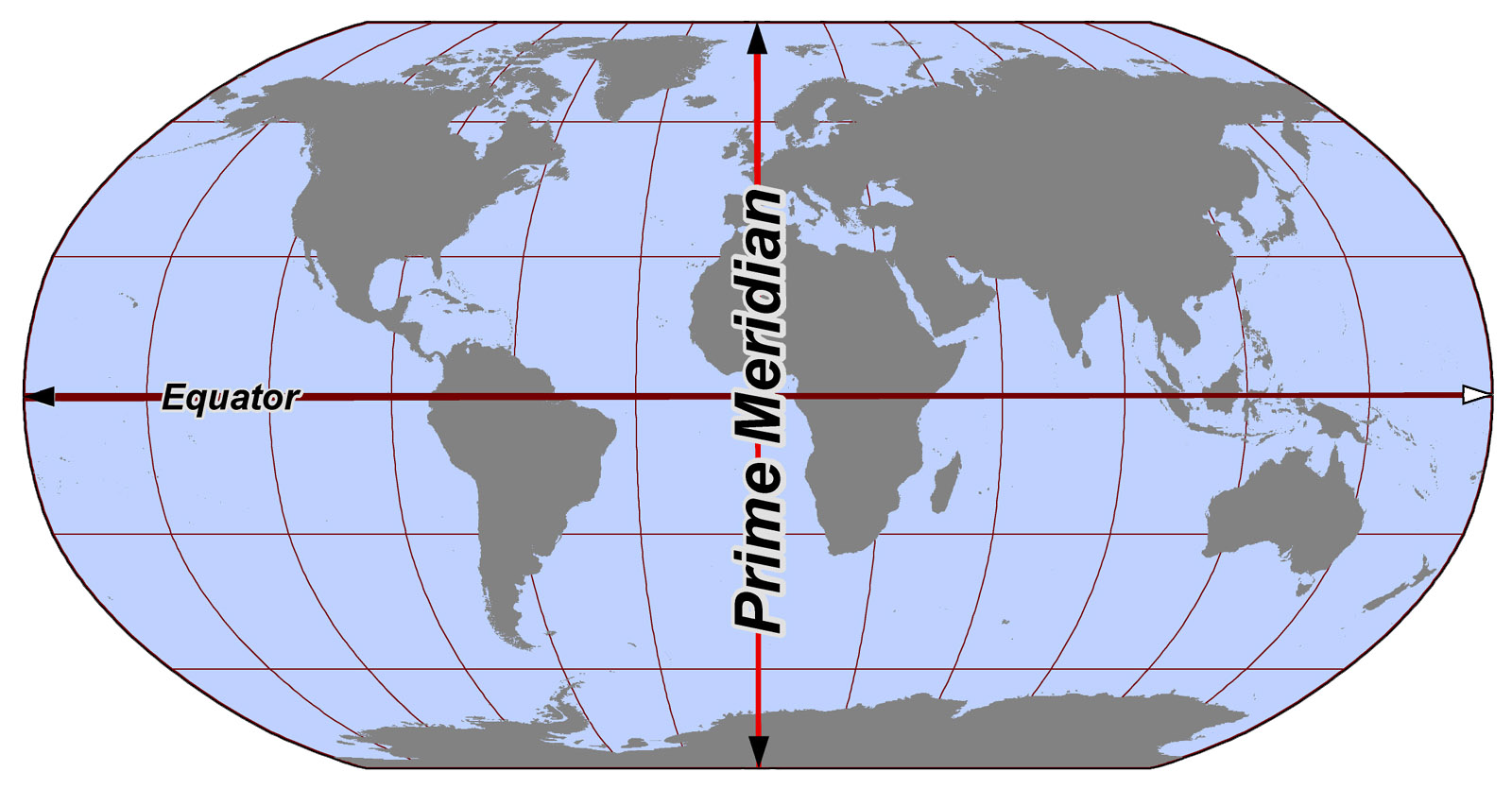
موقع خط غرينيتش

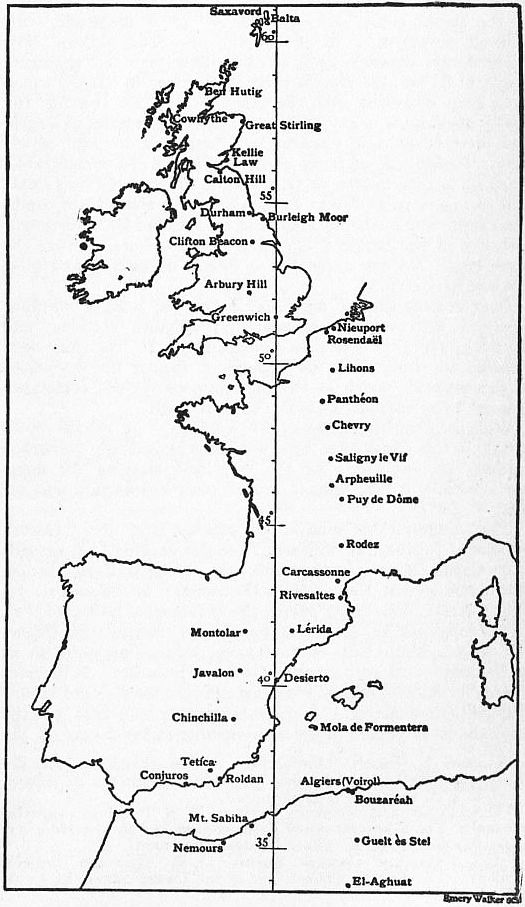
قوس الزوال الأوروبي - الغربي الإفريقي الممتد من جزر شتلاند ، عبر بريطانيا العظمى وفرنسا وإسبانيا إلى الأغواط في الجزائر ، والتي تم حساب معلماتها من المسوحات التي أجريت في منتصف إلى أواخر القرن التاسع عشر. وقد أنتجت قيمة لنصف قطر الأرض الاستوائي a = 6 377 935 متر ، وافتراض أن الاهتزاز هو 1 / 299.15. نصف قطر انحناء هذا القوس ليس متجانسًا ، حيث يعني ، في المتوسط ، حوالي 600 متر في الجزء الشمالي منه في الجزء الجنوبي. تم تصوير خط الطول غرينتش بدلاً من خط الطول في باريس

خط الطول الأول أو خط غرينِتش (بالإنجليزية: Greenwich meridian)‏ هو خط افتراضي لحساب التوقيت سمي بذلك لأنه يمر في مدينة غرينيتش في لندن ويقسم خط غرينتش الكرة الأرضية إلى قسمين شرقي وغربي وهنالك 360 خط طول 180 خط شرقي خط غرينيتش و180 خط غربي خط غرينيتش
جرينتش ضاحية تقع جنوب شرق لندن، وهي الآن جزء من لندن تستطيع تمييزها بسهولة من أول نظرة على خريطة لندن وذلك لوقوعها تحت الانحناء المميز لنهر التايمز. التوقيت الشرقي منه يحتسب بوقت غرينتش زائد خطوط الطول التوقيت الغربي منه يحتسب بوقت غرينتش ناقص خطوط الطول أهم ما يميز المدينة حديقة جرينتش حيث يتواجد'خط جرينتش' ويبلغ رقمه 0 درجة مئوية.
يمر خط غرينتش على أوروبا وأفريقيا وهو يفصل بعض الدول إلى قسمين مثل الجزائر وبريطانيا وفرنسا ومالي وغانا وهو يمر على مناطق لديها نفس التوقيت.

## منشأ خط غرينيتش
قوس الزوال الأوروبي - الغربي الإفريقي الممتد من جزر شتلاند ، عبر بريطانيا العظمى وفرنسا وإسبانيا إلى الأغواط في الجزائر ، والتي تم حساب معلماتها من المسوحات التي أجريت في منتصف إلى أواخر القرن التاسع عشر.
وقد أنتجت قيمة لنصف قطر الأرض الاستوائي a = 6 377 935 متر ، وافتراض أن الاهتزاز هو 1 / 299.15. نصف قطر انحناء هذا القوس ليس متجانسًا ، حيث يعني ، في المتوسط ، حوالي 600 متر في الجزء الشمالي منه في الجزء الجنوبي.
```
تم تصوير خط الطول غرينتش بدلاً من خط الطول في باريس
```

كتاب مجاني: Encyclopædia Britannica, Volume 8, Slice 9. على مشروع غوتنبرغ

## دول خط غرينيتش
الدول التي يعبرها خط الطول غرينتش مِنَ الشّمال إلى الجنوب هي كالآتي:
- المملكة المتحدة: يمر من مدينة غرينتش في لندن.
- فرنسا: يمر عبر مدن مثل فيلير-سور-مير  [لغات أخرى]‏ في الشمال باقليم كلفادوس.
- إسبانيا: يعبر مدينة قسطلونة بفالنسيا.
- الجزائر: يعبر مدينة ستيدية بولاية مستغانم.
- مالي: يمر من منطقة قريبة من مدينة كاغو.
- بوركينا فاسو: يعبر بالقرب من العاصمة واغادوغو.
- توغو: يمر بالقرب من مدينة لومي.
- غانا: يمر بالقرب من مدينة تيما.

مناطقَ أخرى:
- أنتاركتيكا: ينتهي عند أرض الملكة مود (إقليم نرويجي في القارة القطبية الجنوبية).

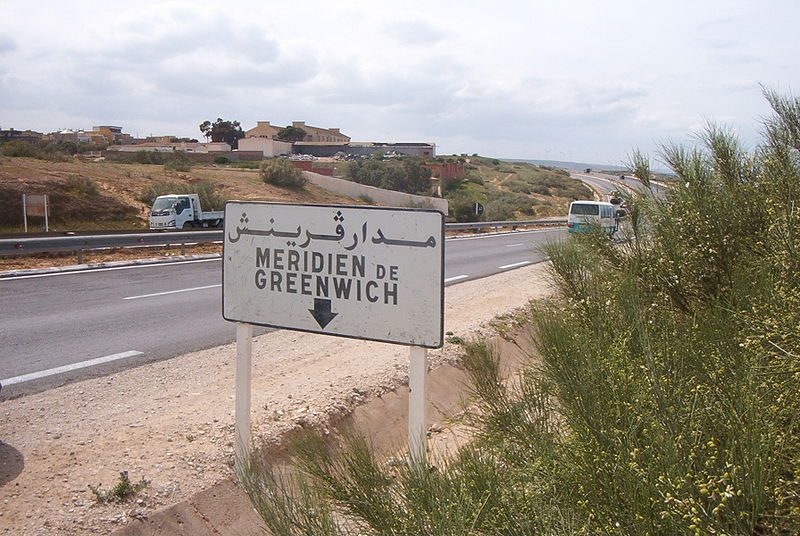
مدار «ڨرينش» بمدينة ستيدية
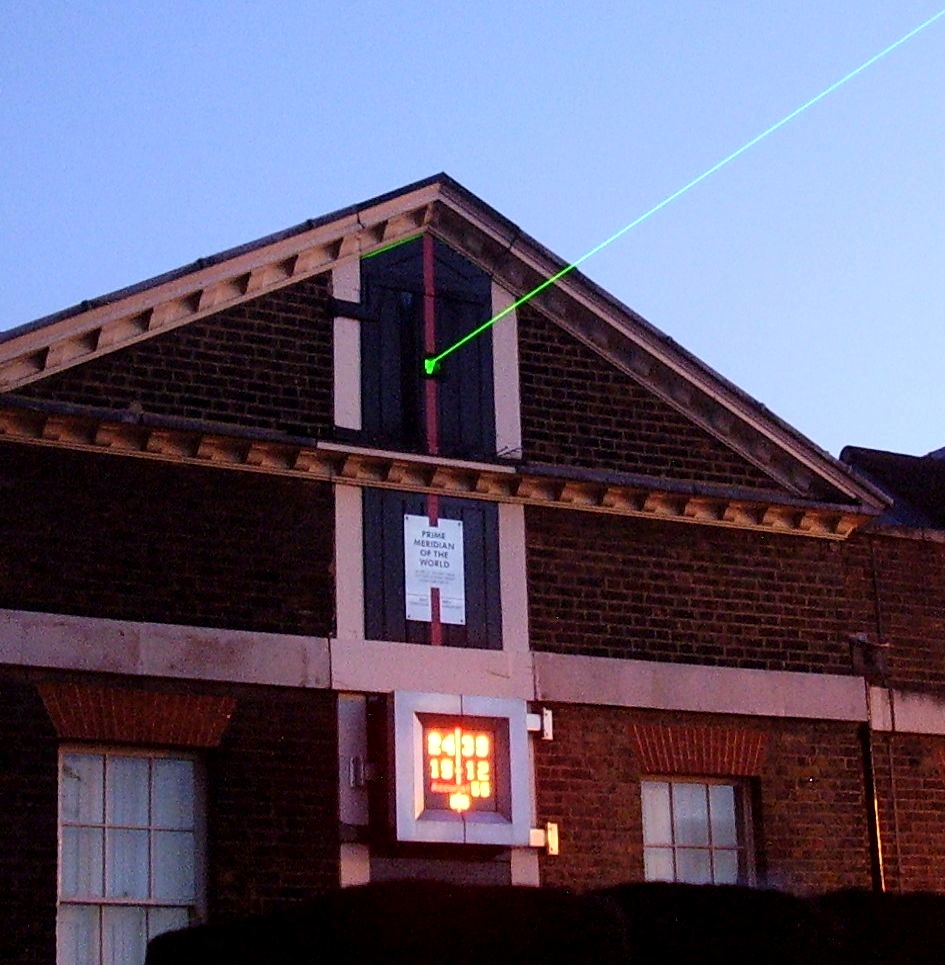
خط «غرينتش الأصلي»، كشعاع ليزر منبَعِث من المرصد الملكي